# Västerfjärden (vid Vänö, Kimitoön)
Västerfjärden är en fjärd i Finland. Den ligger i landskapet Egentliga Finland, i den sydvästra delen av landet, 160 km väster om huvudstaden Helsingfors.
Västerfjärden avgränsas av Vänö i nordöst, Kalvholmen i öster, Horsskären i söder, Byön i väster, Hummelholmen och Rysskär i nordväst samt Stora Hästskär i norr. Den ansluter till Hemfjärden i öster och Norrfjärden i norr.